# Línea 18 (Asunción)
La Línea 18 de colectivos de Asunción es una línea de autobuses perteneciente a la  Empresa Grupo Lince S.R.L. y regulado por el Vice Ministerio del Transporte (VMT), dependiente del Ministerio de Obras Públicas y Comunicaciones (MOPC). La línea 18 operó inicialmente con la empresa 29 de setiembre Boquerón S.R.L. (emblema rojo) uniendo Ñemby con localidades vecinas y la capital, siendo una de los pioneras en servicio de transporte público las 24 horas. 

## Inicios de la empresa “29 de setiembre Boquerón S.R.L.”
La empresa de transporte “29 de setiembre Boquerón S.R.L.” fue fundada en Ñemby el 12 de abril de 1982. Hasta su llegada, el transporte suburbano de Ñemby era brindado por carros, caballos, motos y bicicletas, y las únicas líneas de transporte público que llegaban a la ciudad eran las 39, 20 y 47, que circulaban por la ruta y cruzaban el microcentro, dejando aislados a los barrios.
La línea 18 comenzó sus recorridos en forma experimental el 26 de octubre de 1982, y oficialmente el 3 de enero de 1983, con sus primeras 22 unidades. El servicio supuso la extensión de Ñemby hacia sus distintos puntos, incluso a núcleos de población más alejados, de modo que la población más modesta y rural podía acceder al transporte rápido y económico, facilitándosele su desplazamiento. El transporte regular de pasajeros comenzó a desentrañar paulatinamente el distrito, y supuso una auténtica revolución en la ciudad, cambiando costumbres y hábitos, y trayendo consigo la extensión del casco urbano, la apertura de nuevos loteamientos, la rápida urbanización de los suburbios, la revalorización de los inmuebles y el fuerte crecimiento demográfico. Gracias a su primera línea de colectivos (con insignia cien por cien ñembyense), el poblador podía llegar a distintos puntos de la capital, a los mercados 4 y Abasto, la Terminal de Ómnibus de Asunción, el puerto del centro, IPS Central y el Jardín Botánico. La primera parada de la línea 18 fue un predio cercano al Monumento de la Batalla de Ytororó, luego la empresa adquirió un lote en el centro de Ñemby, donde está ahora el supermercado Gran Vía. En dicho lugar, el 27 de diciembre de 1983, a los efectos de ampliar y centralizar sus servicios, la empresa puso en funcionamiento la Terminal de ómnibus, las oficinas de Administración, los talleres y la estación de servicio. La Terminal, que entonces ya beneficiaba a unas 50.000 personas que utilizaban los colectivos para ir a trabajar, estudiar o comprar al mercado, potenció su función como centro comercial y área de esparcimiento alquilando salones comerciales a almacenes, peluquerías, copetines, tiendas de electrodomésticos, expendedores de juegos electrónicos y roperías. Desde esta pequeña pero moderna estación partían los colectivos que comunicaban Ñemby con sus barrios y ciudades vecinas, y en ella los pasajeros podían tomar dos veces la misma línea sin pagar un nuevo pasaje. El sistema de transbordo, innovador de su tiempo, funcionaba cuando el pasajero se bajaba en la terminal y cambiaba de boleto en una caseta, y allí mismo esperaba a subirse a otro colectivo. Los boletos siempre diferían en color y tamaño e indicaban el destino al que quería ir el pasajero para completar su ruta; ésta podía ser Calle Última (IPS) o Centro, si el pasajero venía de un barrio, o Caaguazú, Paí Ñú o La Lomita, si el pasajero venía de Asunción. A principios de 1988, la empresa ya operaba con 60 unidades, dando empleo a 204 trabajadores, 146 choferes, 14 inspectores de boleto, 20 empleados administrativos y 25 talleristas. Con el tiempo la línea 18 adhirió más micros a su flota, amplió sus recorridos y se erigió en pionera en brindar transporte las 24 horas, siendo la única y última opción de viaje para miles de viajeros domingueros, trasnochados y madrugadores del área Metropolitana.

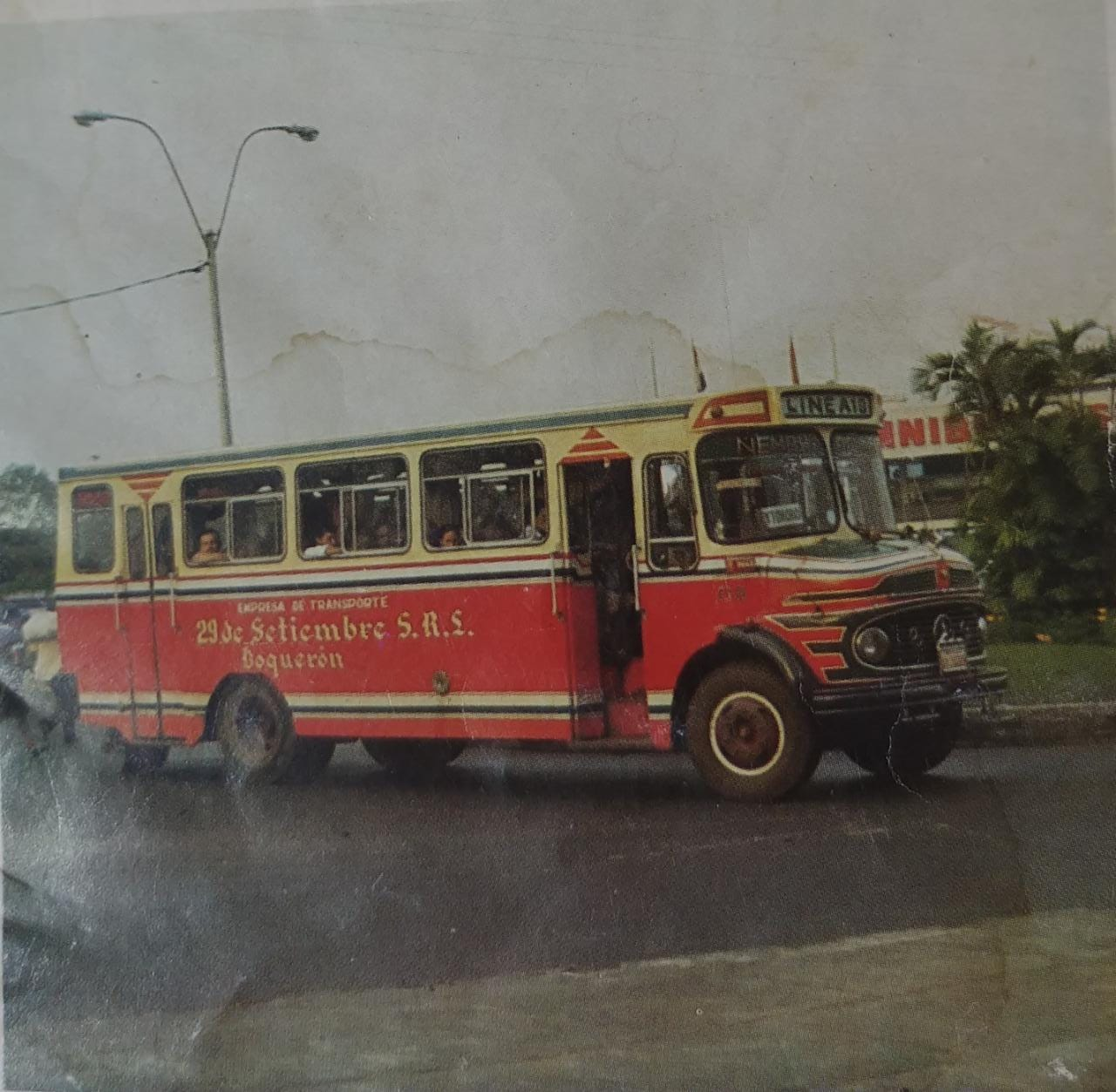
Un coche de la línea 18 durante su recorrido frente a la terminal de ómnibus de Asunción, en 1985.

## Operarios y conflictos
En el año 2000, su permiso de circulación es cancelada por la Secretaría de Transporte del Área Metropolitana de Asunción (SETAMA), licitándose los ramales San Martín y San Lorenzo, siendo adjudicada la empresa Metropolitana S.A. situando inicialmente su cabecera en Ytororó y a partir de 2004 en Ypané. El ramal Centro fue adjudicado a la empresa Ytororó S.A. (actual línea 88) en 1998. El ramal Calle Última fue abandonado paulatinamente y los recorridos internos de Ñemby fueron entregados a empresas internas. A pesar de la cancelación, el rojo logró obtener una medida cautelar de no innovar con la que siguió trabajando.
En 2005, luego de la cancelación de Metropolitana S.A., comenzó a operar el Grupo Lince, extendiendo el ramal a Villeta, omitiendo el servicio nocturno. Sin embargo, Metropolitana operó hasta 2007 y la empresa del emblema rojo seguía operando sin parar, teniendo gran aceptación de los usuarios por ser la única línea de transporte disponible durante la noche y madrugada, incluyendo domingos y días feriados.
En el año 2018, fue revocada la medida cautelar de la empresa "29 de septiembre S.R.L." y sacada de circulación, por varias razones, entre ellas circular con buses que sobrepasan los 20 años de vida útil, la formación de grupos empresarios que utilizaron buses que no eran de la empresa, no saldar su deuda con el Banco Nacional de Fomento (rondaría los 5000 millones de guaraníes), no pagar previsión social (IPS) no pagar impuestos ni timbrados de pasajes, entre otros. Sin embargo, esta siguió operando bajo un nuevo amparo judicial. Al año siguiente, en abril de 2019, nuevamente intentaron sacarla de circulación ya de forma definitiva, pero con apoyo de referentes políticos logró una extensión del plazo para adecuarse, cosa que no sucedió, dándose la cancelación definitiva a comienzos de 2020.
Desde la fecha únicamente opera el Grupo Lince, también 24 horas, pero con muy pocas salidas, problemas de abastecimiento, buses de segunda mano y un pésimo servicio.

## Recorrido

### Ramal Terminal - San Martín - IPS
- IDA: Parada Villeta: Carlos Antonio López, Amambay, Mariscal López, Ruta Ypané - Villeta, Avenida General Bernardino Caballero; Parada Ypané: Avenida General Bernardino Caballero, Acceso Sur, Santa Rosa, Tte. Galearzzi, 9 de agosto, Acceso Sur, Avenida Fernando de la Mora, Avenida República Argentina, Avenida San Martín, Avenida España, Avenida Santísimo Sacramento, Avenida Primer Presidente, Ruta Transchaco.
- VUELTA: Ruta Transchaco, Avenida Doctor Esteban Semidei, Avenida Madame Lynch, Teniente Maximiliano Pérez, Coronel Juan A. Escurra, Avenida Santa Teresa, Avenida Mcal. López, Avenida Rodríguez de Francia, Tte. Benítez, Marcelina Insfrán, Avenida Manuel Ortiz Guerrero, Bernardino Caballero, Acceso Sur, Avenida General Bernardino Caballero; Terminal de Ypané (Ramal Hasta Ypané); Ruta Ypané-Villeta, Mcal. López (Ramal Ypané-Cervepar-Villeta).

### Ramal San Lorenzo-Mcal. López-IPS
- IDA: Parada Villeta: Carlos Antonio López, Amambay, Mariscal López, Ruta Ypané - Villeta, Avenida General Bernardino Caballero; Parada Ypané: Avenida General Bernardino Caballero, Acceso Sur, Santa Rosa, Tte. Galearzzi, 9 de agosto, Bernardino Caballero, Avenida Manuel Ortiz Guerrero, Saturio Ríos, Avenida Mcal. López, Avenida Santa Teresa, Avenida Madame Lynch, Avenida Doctor Esteban Semidei, Ruta Transchaco.
- VUELTA: Ruta Transchaco, Avenida Primer Presidente, Avenida Santísimo Sacramento, Profesor Chávez, Santa Rosa, Luis de Granada, Virgilio Molas, Santa Rosa, Avenida España, Avenida San Martín, Avenida República Argentina, Avenida Fernando de la Mora, Acceso Sur, Independencia Nacional, Defensores del Chaco, Acceso Sur, Avenida General Bernardino Caballero; Terminal de Ypané (Ramal Hasta Ypané); Mcal. López (Ramal Ypané-Cervepar-Villeta).

## Puntos de Interés
- Cervecería Paraguaya S.A. (Cervepar).
- Monumento a la Batalla de Ytororó.
- Paraguay Refrescos S.A. (Coca-Cola).
- Terminal de Ómnibus de Asunción (TOA).
- Dirección General del Registro Civil.
- Hospital Central del IPS.
- Jardín botánico y zoológico de Asunción.
- Universidad Nacional de Asunción.
- Hospital de Clínicas.